# Vladislav I. Herman
Vladislav I. Herman (poljsko Władysław I Herman) je bil od leta 1079 do svoje smrti vojvoda Poljske, * ok. 1044, † 4. junij 1102, Plock, Poljska.

## Borba za prestol
Vladislav I. Herman je bil sin poljskega vojvode Kazimirja I. in Marije Dobronege Kijevske. Leta 1079 je vodil upor poljske visoke aristokracije proti svojemu starejšemu bratu, kralju Boleslavu II.. Vladislavu Hermanu je uspelo vreči kralja s prestola in zasesti njegov prestol.
V nasprotju s svojimi predhodnikom Vladislavom I. ni bil nasilen in avtoritativen  vladar in se je v celoti podredil diktatu visoke aristokratije. Stremel je k mirnim odnosom s Svetim rimskim cesarstvom in bil celo pripravljen odpovedati se neodvisnosti poljske države, s trudom pridobljeni med vladanjem njegovega predhodnika. Vladislav Herman ni prejel kraljevega naslova in ves čas svojega vladanja vladal kot vojvoda Poljske. 
Na zunanjepolitičnem področju ni bil uspešen. Vsi njegovi pohodi v zahodno Pomorjansko so se končali s polomom, ker je zaradi razdrobljenosti provincialne aristokracije na pohodih uporabljal samo vojsko iz obmejnih provinc. On sam je bil pod  velikim vplivom poljskega vojvode Seceha.
V državi so se pojavile separatistične težnje, najmočnejše v Šleziji, kjer se je na čelo meščanske aristokracije postavil njegov starejši sin Zbignjev.  Zbignjev je s podporo češke vojske leta 1092 zasedel Vroclav in ustvaril v Šleziji polneodvisno vojvodino. Vojvodi Secehu, zastopniku interese centralne oblasti, se je uspelo spraviti s Čehi in leta 1096 razbiti Zbignjeva. 
Vladislav Herman je leta 1097 Zbignjevu  predal del Velikopoljske, mlajšemu sinu Boleslavu III. pa Šlezijo.  Sam je obdržal položaj velikega vojvode in poveljnika poljske vojske in vodil zunanjo politiko in državno upravo. Že leta 1098 se je začela vojna med njim in njegovima sinovoma. Zbignjevu in Boleslavu je uspelo razbiti vojsko njunega očeta in ga leta 1099 prisiliti k novi delitvi države. Zbignjevu je bil dodeljen del Velikopoljske, vključno z Gnieznom, Kujavijo, Lečico in Sieradzom, Boleslavu pa Malopoljska s Krakovom. Vladislavu Hermanu je ostala samo Mazovija. Vojvoda Seceh, vodja centralistične stranke je bil odstavljen.

## Zakonske zveze in otroci
Vladislav Herman je imel pred prihodom na položaj vojvode razmerje  z malo znano Przeclavo, katere poreklo ni znano. Nekateri zgodovinarji menijo, da je bila njegova priležnica, drugi pa so prepričani, da je bila žena. Ker je bila poroka, če sploh, sklenjena po poganskih običajih, je Cerkev ni priznala. Leto pred Vladislavovo zasedbo položaja vojvode je Przeclava umrla ali bila zavrnjena. V tej zvez je bil rojen sin
- Zbignjev (ok. 1070/1073 – ok. 1112/1114), ki je veljal za nezakonskega.

Leta 1080 se je Vladislav poročil z Judito (okoli 1056 – 1086), hčerko Vratislava II. Češkega. Z njo je imel sina, vojvodo 
- Boleslava Krivoustega (1086 - 1138).

Leta 1089 se je Vladislav poročil z Judito (1054–1105), hčerko cesarja Henrika III. in vdovo ogrskega kralja Salomona. Z njo je imel hčerke
- Sofijo  (ok. 1089 – pred 12. majem 1112), poročeno v volinskim knezom Jaroslavom Svetopolkovičem, sinom  Svjatopolka II. Kijevskega,
- Nežo  (ok. 1090 –29. december 1127), opatinjo samostana v Quedlinburgu (1110) in Gandersheimu (1111),
- verjetno Adelajdo (ok. 1091 – 25./26. marec 1127), poročeno z mejnim grofom  Diepoldom III. Vohburškim, in
- hčerko z neznanim imenom (ok. 1092 – pred. 1111), poročeno s poljskim mogotcem.